# 商业广场

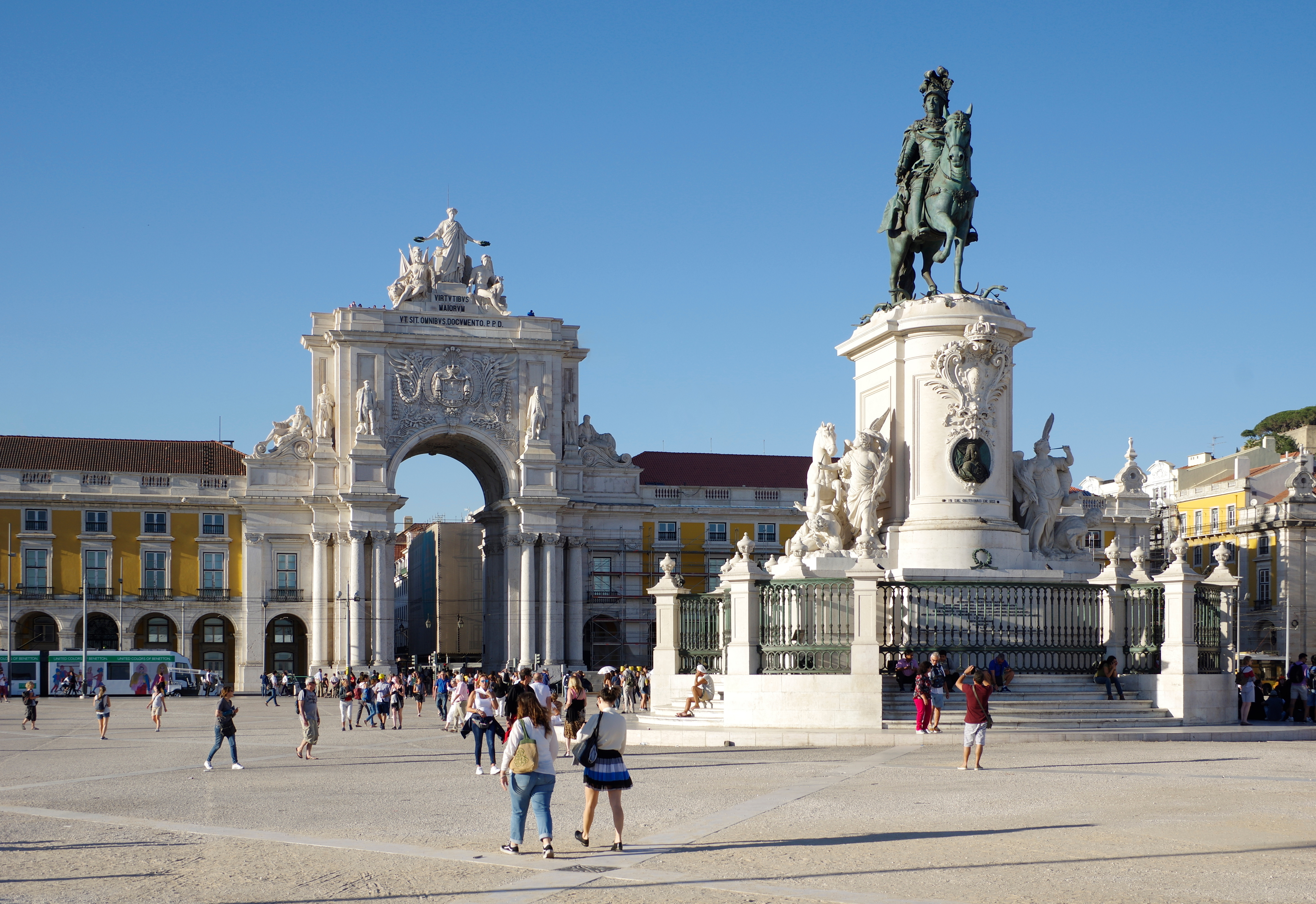
商业广场的拱门

商业广场（葡萄牙語：Praça do Comércio）是葡萄牙首都里斯本的一个广场，毗邻特茹河。它又名宫殿广场（Terreiro do Paço），因为毁于1755年大地震的里韦拉宫就曾位于此处。地震发生后，庞巴尔侯爵将广场彻底改建为庞巴尔下城的一部分。

## 历史
由于曼努埃尔一世在城墙外的特茹河边兴建新的里韦拉宫，特茹河河岸的里韦拉（Ribeira）在16世纪初开始发展，该地区进一步发展了港口、造船设施，印度之家（Casa da India）及其他管理葡萄牙与欧洲其他国家，以及非洲、亚洲和美洲殖民地之间贸易的行政大楼。

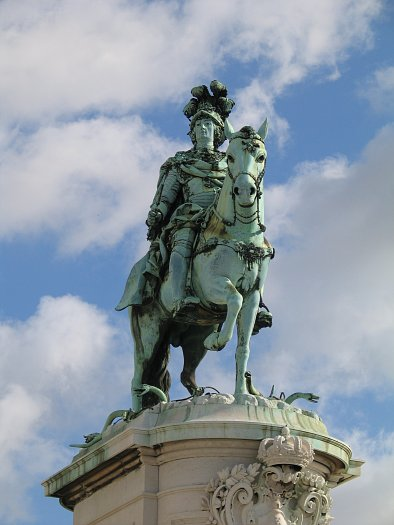
国王何塞一世骑马雕像

1755年11月1日发生的里斯本大地震又引发了海啸和火灾，摧毁了里斯本的大部分，包括里韦拉宫和河边的其他建筑物，首相庞巴尔侯爵协调了大规模的重建工作，王宫并没有重建。
1908年2月1日葡萄牙國王卡洛斯一世和其子路易斯·菲利佩王儲在此被反對派分子的槍手射殺，二人均亡。